# Berardo Maggi
Berardo Maggi (Brescia, tra il 1240 e il 1245 – Brescia, 6 ottobre 1308) è stato un vescovo cattolico italiano. Capace di consolidare la propria autorità anche in ambito civile, fu poi riconosciuto come "marchio, dux et comes" di Brescia, ossia marchese, duca e conte, come egli stesso si firma in una lettera del 1293 indirizzata al prete Giacomo di Niardo.

## Biografia

### L'ascesa

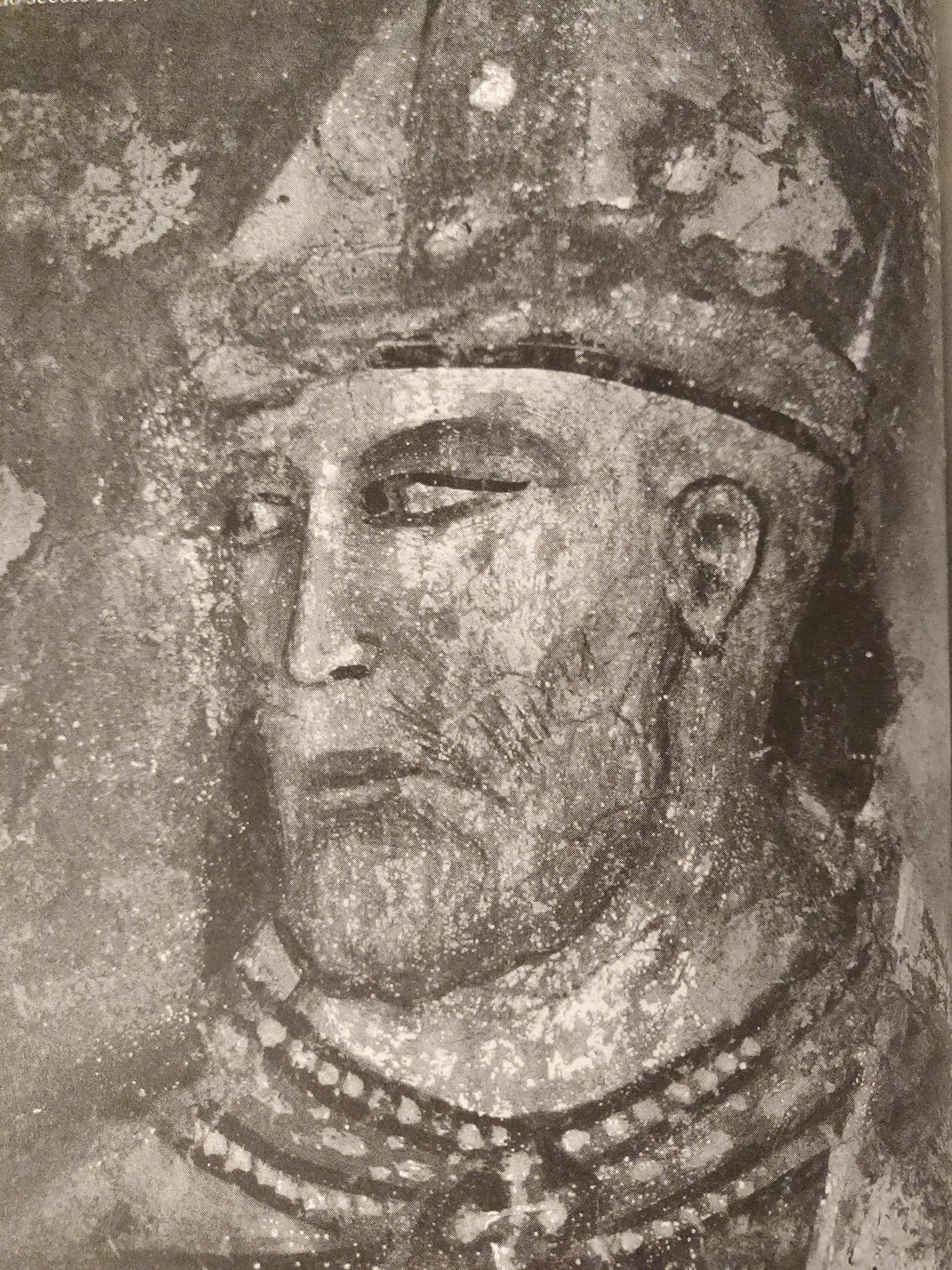
Un dettaglio del grande affresco presente nel Broletto di Brescia, con in primo piano Berardo Maggi

Rampollo della potente famiglia Maggi, suo padre fu Emanuele Maggi, podestà nel 1242 a Genova, Piacenza e già senatore a Roma, dove fu ucciso durante una rivolta popolare nel 1257. Il cronista medievale Giacomo Malvezzi, inoltre, descrisse Berardo come uomo estremamente erudito e degno di chiara memoria. Poco è noto circa la formazione ed educazione del Maggi nei primi anni, anche se è certamente falsa la cronaca, diffusa dal Cinquecento in poi, che lo vorrebbe aver pronunciato un'orazione contro Ezzelino III da Romano alla presenza di papa Innocenzo IV. Nel 1270, comunque, sia Berardo che il fratello Alberto figuravano tra i canonici della cattedrale, concessione elargita dall'allora vescovo di Brescia, Martino Arimanni, in memoria forse del sostegno fornitogli dalla famiglia Maggi per la sua nomina episcopale; l'elezione dell'Arimanni, infatti, era stata ostacolata sia da Oberto Fontana che dal conte Uberto Pallavicino.
Il 21 settembre 1275, in seguito alla morte del predecessore Martino, il Maggi venne eletto vescovo di Brescia tramite una delega formata, "per compromissum", sia dal clero secolare sia da quello regolare: i membri della commissione erano sei, ossia un arciprete, un canonico della cattedrale, l'abate del monastero di San Faustino Maggiore, quello di San Pietro in Monte Ursino, oltre che i prevosti delle canoniche di San Pietro in Oliveto e di San Giovanni de Foris. Appena eletto, il Maggi si preoccupò di consolidare il proprio potere e la propria autorità nell'ambito ecclesiastico bresciano, oltre che a riorganizzarne il patrimonio vescovile; dunque, almeno in un primo momento, non attuò quella politica totalizzante che invece fu prerogativa, soprattutto nella seconda parte del suo mandato, del governo della città di Brescia, sia da un punto di vista civile che religioso.

### La contesa con Carlo I d'Angiò

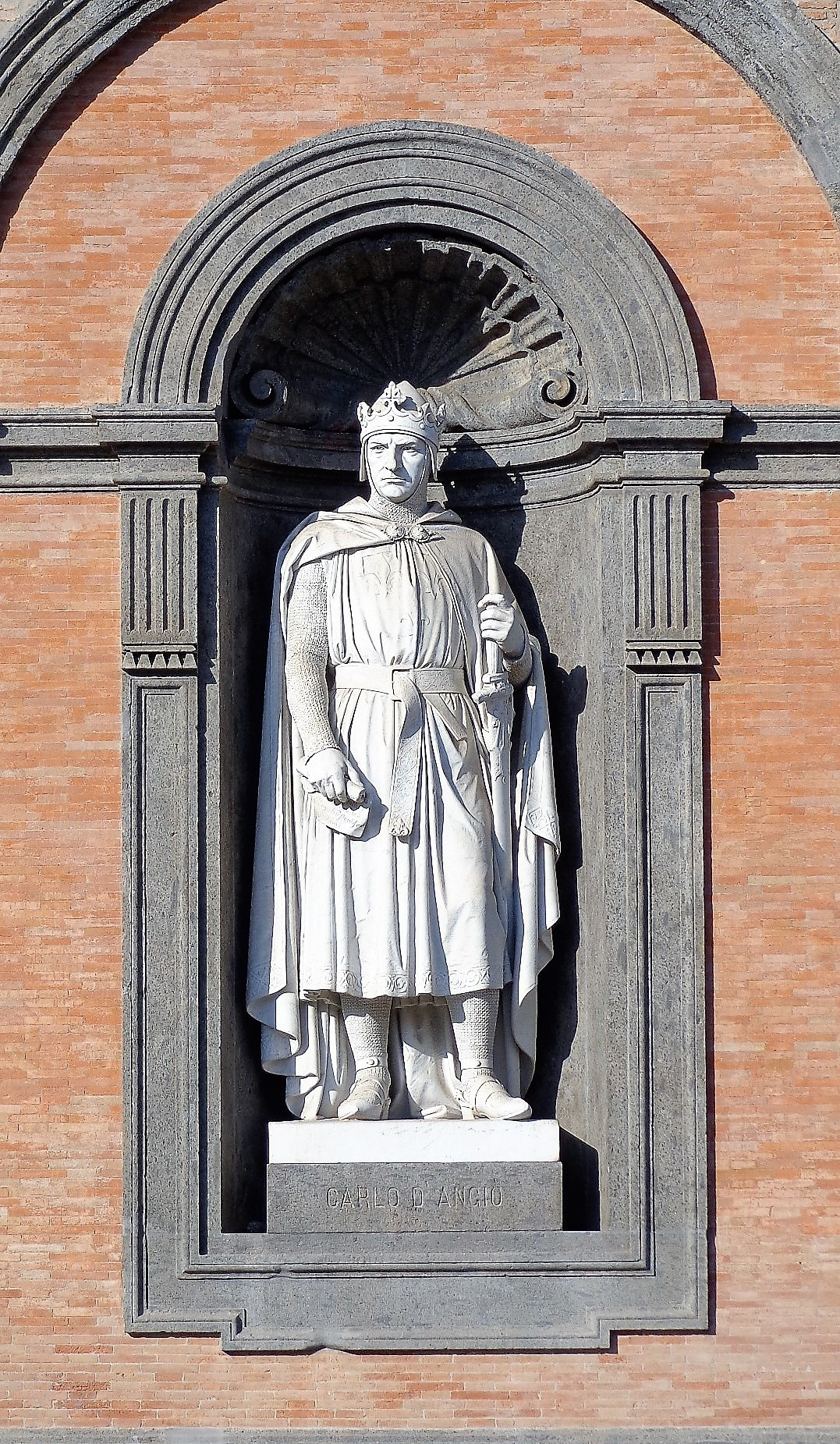
Una statua che ritrae le fattezze del sovrano Carlo d'Angiò

La sua elezione alla cattedra episcopale fu, con molta probabilità, cosa poco gradita a Carlo I d'Angiò, divenuto signore di Brescia a partire dal 1270; il sovrano, infatti, temeva l'influenza della famiglia Maggi nel bresciano ed era a conoscenza delle non celate simpatie dei Maggi stessi nei confronti dei Visconti e della loro signoria. Il vescovo in data 3 novembre 1275 indirizzò peraltro un'ingiunzione di pagamento a tale Guarnerio, allora arciprete della Pieve di Cemmo, oltre che a Giroldo di Breno affinché, entro quindici giorni, saldassero il cospicuo debito aperto da circa due anni con l'episcopato. Tra il 1275 ed il 1279, inoltre, intervenne riorganizzando e rafforzando il patrimonio vescovile in varie zone della diocesi di Brescia, arrivando in qualche caso a scontrarsi anche con le organizzazioni degli Umiliati, con cui si ebbe un rappacificamento solo grazie al suo successore e nipote Federico Maggi. A quel tempo, in virtù di una politica di consolidamento del potere, riconfermò le investiture feudali nei comuni del bresciano recandosi egli stesso in loco; per esempio, andò di persona a Manerba del Garda nel 1279, o, ancora prima, nelle cosiddette curtes vescovili di Bagnolo Mella e Gavardo al fine di rinsaldare con queste ultime un'alleanza duratura. Ancora, nel 1282 investì sue due fratelli, Maffeo e Federico, di alcune tenute a Rudiano, già appartenute alla famiglia Martinengo, e di esclusive sulle decime del territorio di Asola. Tutti questi provvedimenti vanno analizzati anche e soprattutto alla luce di alcune leggi e statuti, circa la riscossione delle decime, fatti approvare proprio da Carlo d'Angiò. Tali provvedimenti, in definitiva, si sarebbero poi rivelati svantaggiosi per l'episcopato e per il clero bresciano stesso.
Ne derivò poi una querelle legale che vide appunto contrapposti il vescovo e l'autorità temporale, quest'ultima rappresentata dagli organi del comune: si arrivò ad un riavvicinamento solo nel 1281, quando fu stipulato un accordo di massima tra le parti. Tale accordo, tuttavia, fu una vera e propria sconfitta per il Maggi che, de facto, vide prevalere il potere civile sulla propria autorità: fu sancito infatti che, in materia di processi riguardo alle decime, gli ecclesiastici fossero esclusi dal testimoniare e rappresentare l'autorità della chiesa; dunque la facoltà di amministrare le decime stesse divenne prerogativa unicamente delle autorità comunali. Venne inoltre stabilito che, alla luce dei provvedimenti presi fino a quel momento, fosse impossibile per il vescovo presentare ricorso. L'unica possibilità di opposizione consisteva in una poco efficace ed umiliante supplicatio, che avrebbe forse potuto far riesaminare il caso. In una situazione così spinosa il Maggi ebbe modo di dimostrare le proprie abilità diplomatiche ed il proprio acume, tanto che arrivò a dichiarare che fosse disposto a fare:
(Archetti, cit., pag. 103)

### Il consolidamento del potere

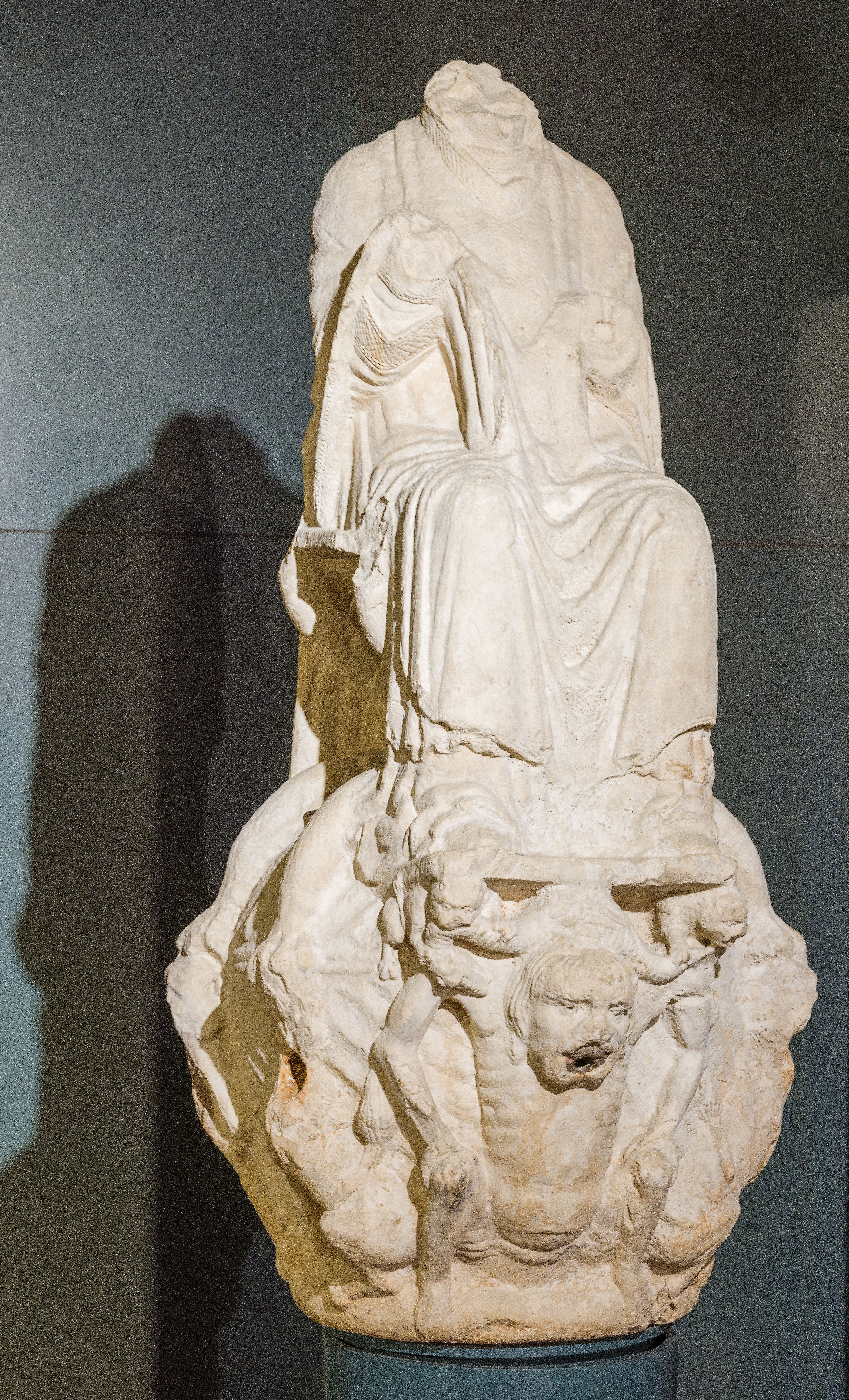
Statua di Berardo Maggi nel Museo di Santa Giulia

Dal 1282 in poi, con la caduta del dominio degli Angioini a Brescia, il vescovo poté finalmente consolidare la prominenza della sua figura in questioni sia di natura civile che religiosa; la sua autorità si faceva, dunque, sempre più forte e perciò simile a quella di un vero e proprio signore della città; nel corso del 1283, comunque, ebbe risoluzione definitiva la disputa sulle decime, che nel suo complesso tuttavia si era sempre mantenuta "entro livelli di reciproca tolleranza": in quell'anno, infatti, furono rimosse le norme giuridiche "contra libertatem ecclesie".
Da questa bega legale la figura del Maggi consolidò, in conclusione, il già non poco prestigio di cui godeva: anzi essa accrebbe in autorità e, a riprova delle sue capacità diplomatiche, fu incaricato da Martino IV, nel 1283, di rappresentare l'autorità ecclesiastica presso il comune di Como. È proprio in questo periodo che il vescovo avviò una politica di ammodernamento e rinnovamento delle strutture ed istituzioni ecclesiastiche, favorendo nella città di Brescia un certo fervore dal punto di vista edilizio ed architettonico: nel 1285 si impose per eliminare la prostituzione alle pendici del castello di Brescia, per poi fare reintegrare il decoro nella chiesa di Santo Stefano in Arce; il Malvezzi annota nelle proprie cronache anche la costruzione di una piazza per il popolo, in corrispondenza della chiesa di San Giovanni Evangelista. Inoltre fece deviare il corso del Mella in due arterie che attraversassero la città: uno dei corsi d'acqua si rivelò estremamente utile per la lavorazione della lana, mentre l'altro fornì supporto per la coltivazione dei campi. Ancora, potenziò il numero dei canonici della cattedrale e rettificò la gestione delle prebende e della loro riscossione. Si adoperò poi per favorire l'integrazione degli Eremitani nella città, soprattutto tramite la costruzione, nel 1286, della chiesa di San Barnaba e di un convento annesso a quest'ultima. Si prodigò anche per organizzare un sinodo diocesano, nel 1291, con lo scopo sia di rafforzare la disciplina ecclesiastica che di confermare l'operato dei precedenti vescovi; rafforzò poi i già stretti legami con la famiglia Visconti partecipando ai due sinodi indetti da Ottone, del settembre 1287 e del novembre 1291, prevalendo in entrambi sul proprio rivale, il vescovo di Vercelli.

### Il primo Signore di Brescia

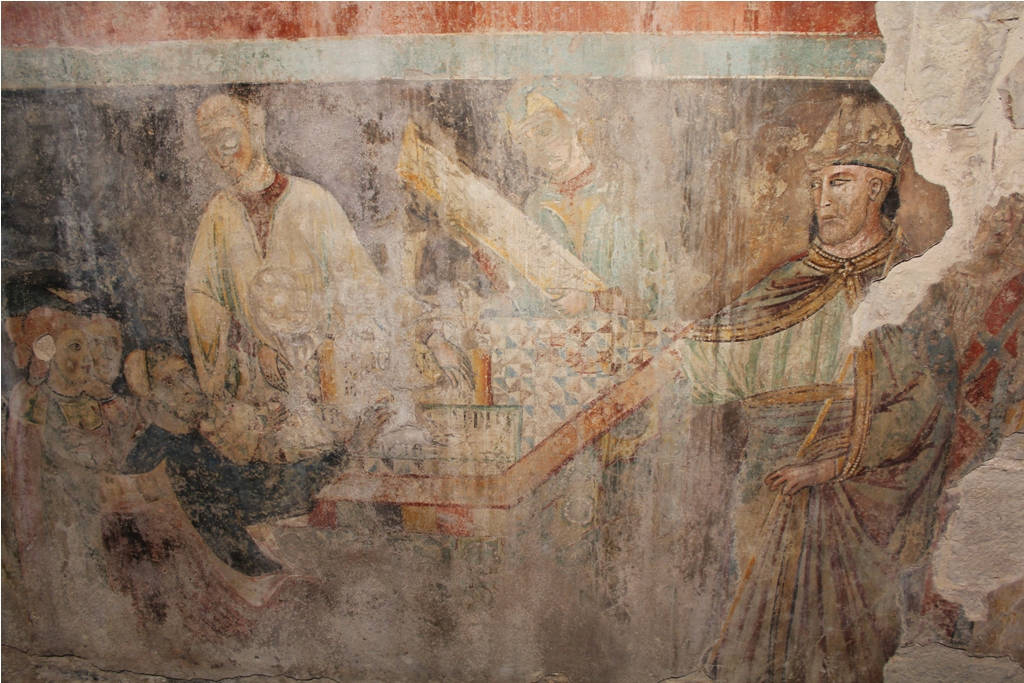
Affresco presente nel Broletto di Brescia che ritrae la famosa pace di Berardo Maggi

Nello stesso periodo inoltre, proprio in seguito alla caduta del dominio angioino e ad una certa instabilità politica, erano in corso grandi ribellioni nella zona della Val Camonica, fomentate soprattutto dalla famiglia ghibellina dei Federici; la disputa fu poi risolta con l'intercessione di Matteo I Visconti, Signore di Milano, che riuscì a sanare i motivi del dissidio. Si manifestò poi l'incapacità delle istituzioni ecclesiastiche di mediare, nel territorio della diocesi, tra le comunità religiose tra loro in conflitto: a questo punto il Maggi si erse a mediatore e, in prima persona, riuscì a trovare un accordo di comune giovamento tra i querelanti: un esempio è la contesa tra il monastero di San Pietro in Monte a Serle e tra le comunità di Vallio Terme e Nuvolento, sia nel 1285-86 che nel 1294. Il Malvezzi ricorda efficacemente nelle proprie cronache l'operato del vescovo, indicando come egli, avendo unificato il territorio e consolidato la propria autorità:
(Giacomo Malvezzi, Le cronache medievali)
Nel 1298, in data mercoledì 6 marzo, il Maggi divenne signore della città di Brescia, assumendone il titolo di "Principe": la figura del vescovo si poneva dunque come anello di congiunzione tra le varie e numerose fazioni che si trovavano a contendere il potere; in realtà, il primo a proporre una reintegrazione della fazione precedentemente scacciata, ed una conseguente rappacificazione, fu il cavaliere Tebaldo Brusato, che poi, seguito dal consenso di tutti i presenti, propose appunto di proclamare il Maggi, per un quinquennio, signore della città.
(Giacomo Malvezzi, Le cronache bresciane, pag. 384-385)

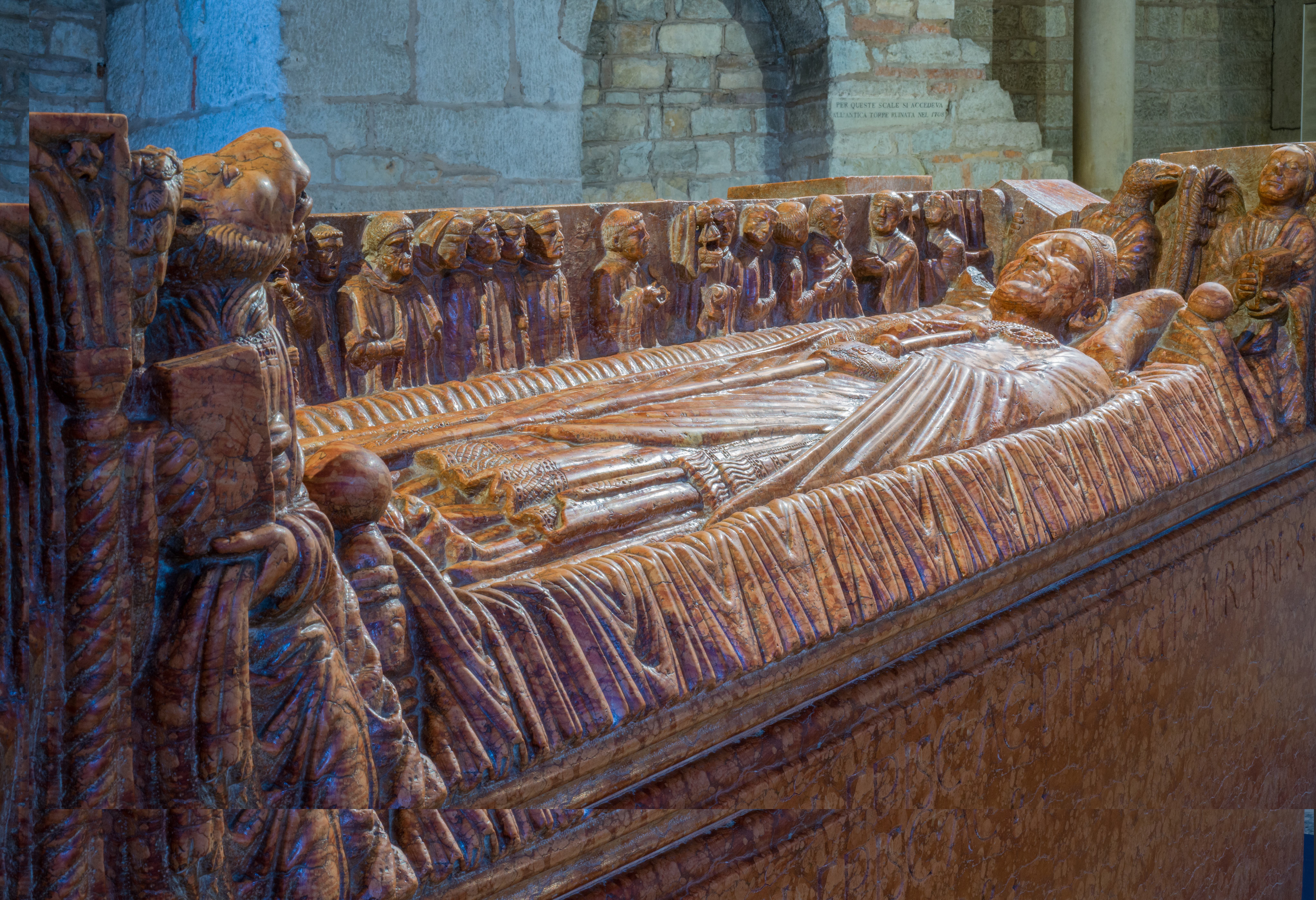
La pace di Berardo Maggi raffigurata sul sarcofago del vescovo, custodito nel Duomo vecchio di Brescia, con la fazione dei Guelfi fatta rientrare nella città e la successiva tregua

La situazione sembrava avere raggiunto un momentaneo momento di pace; tuttavia, dopo poco tempo, il Maggi "convocatis senioribus cognationis sue" decise di scacciare dalla città Tebaldo Brusato e tutti coloro che vi fossero affiliati. Il vescovo, infatti, sia temeva il prestigio ed il potere di cui il Brusato godeva, sia era venuto a conoscenza del supporto fornito da quest'ultimo ai Della Torre, nuovi signori di Milano, nello scacciare i Visconti dalla città. Il Brusato, assieme ai propri collaboratori, fu dunque scacciato da Brescia nel 1303.
Il Maggi morì, come riporta sempre il Malvezzi, il 6 ottobre 1308. Gli successe come vescovo di Brescia il nipote Federico e, come signore della città, il fratello Maffeo. Fu poi per volontà di quest'ultimo che il corpo del fratello fosse tumulato in un elegante monumento funebre in marmo rosso di Verona, conservato nel Duomo vecchio, che riporta, raffigurati, gli episodi salienti della pace del 1298; esso, inoltre, reca incisa sulla cassa la seguente iscrizione:

## Genealogia episcopale
La genealogia episcopale è:
- Vescovo Guiscardo de Suardi
- Vescovo Berardo Maggi